# Pseudoderopeltis lepineyi
Pseudoderopeltis lepineyi es una especie de cucaracha del género Pseudoderopeltis, familia Blattidae.

## Distribución
Esta especie se encuentra en Malí y Camerún.